# Incydent jabłonkowski
Incydent jabłonkowski – umowna nazwa wydarzeń z nocy 25 na 26 sierpnia 1939 roku, na ówczesnej granicy polsko-słowackiej, na południe od miasta Jabłonków. Incydent obejmuje napad bojówki hitlerowskiej na stację kolejową w Mostach koło Jabłonkowa (obecnie w Czechach) i próbę przejęcia tunelu kolejowego pod Przełęczą Jabłonkowską.

## Historia
W 1938 roku miejscowość Mosty koło Jabłonkowa, wraz z całym Zaolziem, została przyłączona do Polski. Pierwotny plan Adolfa Hitlera przewidywał jako termin napaści na Polskę godzinę 4:30 rano w dniu 26 sierpnia 1939 r. W noc poprzedzającą rozpoczęcie działań wojennych w wielu miejscach granicy niemiecko-polskiej, a także słowacko-polskiej, jako pierwsze miały podjąć działanie liczne oddziały dywersyjne. Jedna z takich grup dywersyjnych, w liczbie około 30 osób, pod dowództwem oficera Abwehry, porucznika Hansa-Albrechta Herznera, miała dokonać w nocy z 25 na 26 sierpnia napadu na stację kolejową Mosty koło Jabłonkowa i zająć tunel jabłonkowski do czasu nadejścia od strony Czadcy regularnych wojsk niemieckich. Bojówkarze rekrutowali się spośród niemieckiej mniejszości narodowej na Śląsku Cieszyńskim, głównie spośród członków tzw. Kampf-Organisation w Jabłonkowie.
Dowództwo polskie było świadome strategicznego znaczenia tunelu. Już w czerwcu przystąpiono do prewencyjnego zaminowania tunelu. Wykonali to zadanie żołnierze 21 batalionu saperów z Bielska, pod dowództwem specjalnie do tego celu zmobilizowanego porucznika rezerwy, inżyniera górnika Witolda Pirszela. Tunelu pilnowali żołnierze placówki Straży Granicznej w Świerczynowcu i drużyna piechoty z 4 Pułku Strzelców Podhalańskich na południowym przedpolu przełęczy. Najbliższy oddział Obrony Narodowej stacjonował w Trzyńcu. Pluton saperów codziennie, po przejechaniu ostatniego pociągu, uzbrajał na całą noc ładunki w obu ciągach 300-metrowego tunelu.
25 sierpnia wieczorem Polska podpisała umowę o wzajemnej pomocy z Wielką Brytanią. To wydarzenie spowodowało, iż Hitler zmienił termin ataku na Polskę. Jednak rozkaz Hitlera o przesunięciu terminu na 1 września nie dotarł na czas do dywersantów, którzy wieczorem wyruszyli już na akcję. Przechodząc górami dotarli do Mostów między godz. 3 a 4 nad ranem. Z pobliskiego wzgórza ostrzelali stację kolejową oraz stojącą obok willę kierownika polskiej szkoły, w której kwaterowali polscy saperzy, po czym opanowali dworzec. Po wzięciu do niewoli polskich robotników, udających się do huty w Trzyńcu, dywersanci nadaremnie czekali na nadejście wojsk niemieckich. Nie udało się im zawładnąć tunelem, który obsadzili zaalarmowani wystrzałami Polacy. Nie zdobyli tak naprawdę nawet samej stacji kolejowej: telefonistka z nieodkrytej przez dywersantów łącznicy, mieszczącej się w podziemiach stacji, zdołała zawiadomić o wszystkim polskie dowództwo. Gdy nad ranem dywersanci nawiązali łączność ze sztabem niemieckiej 7 Dywizji Piechoty w Żylinie i zostali poinformowani o zaistniałej sytuacji, zdecydowali się opuścić stację. Pieszo wycofali się w góry, w kierunku Skałki i Wielkiego Połomu.
Po incydencie dowódca 21 Dywizji Piechoty Górskiej, gen. Józef Kustroń, zażądał od Niemców stawienia się na rozmowy w celu wyjaśnienia incydentu. Niemcy wydelegowali w tym celu kpt. Kreisela, który bronił się twierdząc, że ataku nie dokonał Wehrmacht, a uzbrojone jednostki Grenzschutzu; obiecał on również przekazać polskie żądania co do ukarania winnych. Generał Kustroń – urażony niską rangą niemieckiego wysłannika – podkreślił ze swojej strony, że incydent ten mógł mieć nieprzewidziane skutki, ponieważ polskie jednostki z wielkim trudem udało się utrzymać na swoich pozycjach. Mimo to zgodził się zwolnić zatrzymane osoby.
Dowódca niemieckiej 7 Dywizji Piechoty, gen. mjr Eugen Ott, oficjalnie przeprosił stronę polską za pożałowania godny „incydent, spowodowany przez niepoczytalnego osobnika”. Chociaż oficjalne niemieckie raporty wojskowe milczały o incydencie w Mostach komendant bojówki, leutnant Herzner, jako jeden z pierwszych oficerów Wehrmachtu otrzymał w tej wojnie Krzyż Żelazny II klasy. Herzner był później dowódcą osławionego batalionu Abwehry „Nachtigall”, oskarżanego przez długi czas po wojnie o zbrodniczy mord profesorów lwowskich i pogromy ludności żydowskiej we Lwowie w lipcu 1941 r.
Podobny scenariusz wydarzeń był przewidywany przez Niemców dla tunelu kolejowego w Łupkowie. W tym wypadku jednak rozkaz odwołujący atak przyszedł do dywersantów o 3:15 – co prawda już po otwarciu ognia w kierunku polskich placówek, ale wystarczająco wcześnie, aby incydent ten nie wywołał większych reperkusji.